# ألف أندرسون
ألف أندرسون (بالإنجليزية: Alf Anderson)‏ هو لاعب كرة قاعدة أمريكي، ولد في 28 يناير 1914 في غينسفيل في الولايات المتحدة، وتوفي في 23 يونيو 1985 في ألباني في الولايات المتحدة.

## روابط خارجية
- ألف أندرسون على موقعبيزبول رفرنس.كوم (الدوري الرئيسي) (الإنجليزية)
- ألف أندرسون على موقعبيزبول رفرنس.كوم (الدوري الثانوي) (الإنجليزية)
- ألف أندرسون على موقع قاعة جورجيا للمشاهير الرياضية (مؤرشف) (الإنجليزية)